# Idaea curtopedata
Idaea curtopedata là một loài bướm đêm trong họ Geometridae.